# Le Vengeur (film, 1923)
Pour les articles homonymes, voir Le Vengeur et Fury.
Pour plus de détails, voir Fiche technique et Distribution.
Le Vengeur (titre original : Fury) est un film muet américain réalisé par Henry King, sorti en 1923.

## Synopsis
Le capitaine Leyton traite son fils Boy durement pour éliminer toute faiblesse, mais il est si empli de joie lorsque Boy défend courageusement la personnalité de sa fiancée Minnie, qu'il en a une crise cardiaque. Avant de mourir, Leyton charge Boy de le venger du départ de sa mère avec un autre homme. Boy retrouve sa mère, découvre que l'autre homme en question était le second de Leyton, Morgan, et le jette par-dessus bord. Il retourne ensuite vers Minnie pour l'épouser.

## Fiche technique
- Titre original : Fury
- Titre français : Le Vengeur
- Réalisation : Henry King
- Scénario : Edmund Goulding
- Direction artistique : Robert M. Haas
- Photographie : Roy F. Overbaugh
- Montage : Duncan Mansfield
- Production : Henry King
- Société de production : Inspiration Pictures
- Société de distribution : Associated First National Pictures
- Pays d'origine :  États-Unis
- Langue : anglais
- Format : Noir et blanc - 35 mm - 1,37:1 - Muet
- Genre : Mélodrame
- Durée : 90 minutes (9 bobines)
- Date de sortie : États-Unis, 1er janvier 1923

## Distribution
- Richard Barthelmess : Boy Leyton
- Tyrone Power Sr. : Captain Leyton
- Dorothy Gish : Minnie
- Emily Fitzroy : Matilda Brent
- Pat Hartigan : Morgan
- Barry Macollum : « Looney » Luke
- Jessie Arnold : la mère de Boy
- Harry Blakemore : M. Hop
- Adolph Milar : Yuka
- Ivan Linow : Zece
- Lucia Backus Seger : Mme Ross
- Patterson Dial : l'amie de « Looney » Luke